# Schaamte

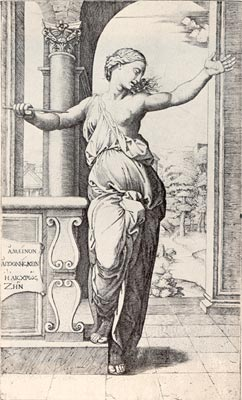
Zelfmoord uit schaamte: Lucretia met een dolk in haar rechterhand; kopergravure van Marcantonio Raimondi, 1511

Schaamte is een onaangename psychosociale emotie ten aanzien van het afwijken van de eigen normen (aantasting  van eergevoel of trots), en/of de normen van anderen (in verband met de angst om misprezen of niet meer geaccepteerd te worden). Schaamte is daarmee een sterk cultureel bepaald fenomeen.
Schaamte is ook een positieve emotie, in de zin van al dan niet bewust naar verbetering te willen streven.
Schaamte kan ook betrekking hebben op het door anderen zien (rechtstreeks of op een foto of video) van bepaalde lichaamsdelen of seksuele handelingen, terwijl de ontbloting of handelingen zelf normaal zijn.

## Vormen en psychologie
Uitingsvormen zijn onder andere het vermijden van sociaal contact, bijvoorbeeld door het fysiek uit de weg gaan van bepaalde groepen personen, het vermijden van een bepaald (gespreks)onderwerp, het zorgvuldig bedekt houden van bepaalde lichaamsdelen, objecten of activiteiten (in moreel delicate, onder meer erotische, context) of in meer figuurlijke zin het afwenden van de blik en het vermijden van oogcontact.
Naast schaamte voor iemands eigen gedragingen of nalaten, bestaat er ook plaatsvervangende schaamte. Hierbij associeert de persoon die zich schaamt zich met de gedraging van (een) ander(en), en voelt zich daarbij onprettig.
Verder bestaat collectieve schaamte, voor wat verweten kan worden aan een groep waartoe men behoort, bijvoorbeeld van een burger voor zijn staat, ongeacht of men (bijvoorbeeld als kiezer) enige invloed kan uitoefenen, zelfs voor dingen die gebeurden voor men zelf geboren was. Dat kan belangrijke politieke gevolgen krijgen, zoals de Wiedergutmachung.
Het kwetsen van het seksueel schaamtegevoel van een ander kan strafbaar zijn; zie ook aanranding, en in bredere context eerroof.